# Противный ребёнок
«Противный ребёнок» (англ. Nasty Baby) — чилийско-американский драматический фильм режиссёра и сценариста Себастьяна Сильвы.
Мировая премьера ленты состоялась на кинофестивале «Сандэнс» 2015. Также фильм был выбран для показа в секции «Панорама» на Берлинском кинофестивале 2015, где он получил награду «Тедди» за лучший ЛГБТ-фильм. «Противный ребёнок» вышел в США в ограниченный прокат 23 октября 2015 года, а на цифровых носителях — 30 октября того же года.

## Сюжет
Фильм рассказывает о гей-паре Фредди и Мо, которые пытаются завести ребёнка при помощи своей подруги Полли.